# 馬拉巴絢鯰
馬拉巴絢鯰，為輻鰭魚綱鯰形目鯰科的其中一種，為熱帶淡水魚，分布於亞洲印度喀拉拉邦淡水流域，體長可達51公分，棲息在底層水域，生活習性不明。

## 扩展阅读
維基物種上的相關：馬拉巴絢鯰